# Магон III
Магон III е картагенско военачалник.
Той е син на държавника Магон II. След смъртта на баща си става командващ на картагенската армия в Сицилия и около 376 година пр. Хр. удържа победа над тирана на Сиракуза Дионисий I Стари. Около 344 година пр. Хр. отново командва картагенски войски в Сицилия, но претърпява поражение от Тимолеон, за което осъден на смърт.
Магон III се самоубива около 343 година пр. Хр., за да избегне екзекуцията си.